# Clovia lemniscata
Clovia lemniscata is een halfvleugelig insect uit de familie Aphrophoridae. De wetenschappelijke naam van deze soort is voor het eerst geldig gepubliceerd in 1854 door Stål.